# Хорог
Хоро́г (тадж. Хоруғ, шугн. Xaraɣ) — город в Таджикистане, административный центр Горно-Бадахшанской автономной области.

## География
Город расположен в юго-западной части области и с западной части граничит с Афганистаном (у впадения в Пяндж реки Гунт), находясь в 525 км от Душанбе. Хорог - это туристический центр Памира, через который проходят все маршруты. Хорог расположен на высоте 2200 метров над уровнем моря.
Хорог входит в зону семиаридного климата. В течение года выпадает небольшое количество осадков. По классификации климатов Кёппена климат города — это сухой семиаридный климат умеренных широт с прохладной зимой (индекс BSk).
| Показатель                    | Янв.  | Фев. | Март | Апр. | Май  | Июнь | Июль | Авг. | Сен. | Окт. | Нояб. | Дек. | Год  |
| ----------------------------- | ----- | ---- | ---- | ---- | ---- | ---- | ---- | ---- | ---- | ---- | ----- | ---- | ---- |
| Средний суточный максимум, °C | −1    | 0,7  | 6,8  | 15,3 | 20,8 | 26,1 | 29,9 | 30,2 | 25,9 | 18,1 | 9,5   | 2,3  | 15,4 |
| Средняя температура, °C       | −6,2  | −4,2 | 2,6  | 10,1 | 14,6 | 18,9 | 22,4 | 22,6 | 17,8 | 11,0 | 4,3   | −2,1 | 9,3  |
| Средний суточный минимум, °C  | −11,3 | −9,1 | −1,6 | 4,9  | 8,5  | 11,8 | 14,9 | 15,0 | 9,8  | 4,0  | −0,9  | −6,4 | 3,3  |
| Норма осадков, мм             | 30    | 36   | 52   | 45   | 35   | 9    | 3    | 0    | 1    | 14   | 17    | 34   | 276  |
| Источник: Climate-data.org    |       |      |      |      |      |      |      |      |      |      |       |      |      |

15 февраля 2023 года в Хороге произошёл сход лавины, в результате которого 13 человек погибли и 30 получили ранения.
Кварталы: Дашти-Тем, Наводак, Дашт-Хоруг, Шош-Хоруг, Бар-Хоруг, Бизмич, Гулакен, Хуфак, Барджев, Носири Хисрав, Тырчит, Дуоб, Варцудж.

## Махаллы
| Посёлок         | Численность населения (2020) |
| --------------- | ---------------------------- |
| Исмоили Сомони  | 15000                        |
| Шириншо Шотемур | 15772                        |

Город Хорог состоит из 10 махаллей (микрорайонов):
- Андарзитез[10]
- Моёншо Назаршоев
- Ниводак[10]
- Носири Хусрав[11]
- Сайфулло Абдуллоев
- Султони Вали[10]
- Тем[10]
- Шашхоруг
- Бархоруг
- 75-летия ГБАО

## Экономика
Хорог — важный региональный центр торговли, транспорта и образования. В городе располагаются такие образовательные учреждения как: Хорогский государственный университет имени Моёншо Назаршоева (ХоГУ), филиал Международного Университета Центральной Азии (УЦА) и Лицей Фонда Ага-Хана.
Через Хорог проходит Памирский тракт, соединяющий город с Душанбе и Ошем. Имеется грунтовая дорога, проходящая через Ваханскую долину и село Аличур. Также имеется дорога, соединяющая город с Китаем через перевал Кульма-Карокурум и обеспечивающая основной импорт в город.
В городе имеется аэропорт
Вблизи моста построен базар, который работает по субботам и воскресеньям.

## Население
Население по оценке на 1 января 2019 года составляет 30,3 тысяч человек.
Национальный состав
По переписи 1989 года:
| Национальность | Численность (чел.) | Доля (%) |
| -------------- | ------------------ | -------- |
| Таджики        | 18 995             | 94,25 %  |
| Русские        | 640                | 3,18 %   |
| Украинцы       | 152                | 0,75 %   |
| Белорусы       | 64                 | 0,32 %   |
| Татары         | 64                 | 0,32 %   |
| Узбеки         | 46                 | 0,23 %   |
| Казахи         | 39                 | 0,19 %   |
| Киргизы        | 35                 | 0,17 %   |
| Другие         | 119                | 0,59 %   |
| Всего          | 20 154             | 100,00 % |

По переписи 2010 года:
| Национальность | Численность (чел.) | Доля (%) |
| -------------- | ------------------ | -------- |
| Таджики        | 27 729             | 98,69 %  |
| Узбеки         | 241                | 0,86 %   |
| Киргизы        | 52                 | 0,19 %   |
| Русские        | 25                 | 0,09 %   |
| Другие         | 51                 | 0,18 %   |
| Всего          | 28 098             | 100,00 % |

## Хоккей с мячом
В 1950—х годах проводилось первенство Таджикистана по хоккею с мячом, при этом Хорог имел собственный стадион. Это наиболее высокогорное спортивное сооружение, где проходили матчи по данному виду спорта.

## Туризм
Хорог является одним из туристических центров Памира и отправной точкой туристов по основным достопримечательностям Памира.

## Ботанический сад
На восточной оконечности города находится Памирский ботанический сад — самый высокогорный на территории СНГ и второй по высоте над уровнем моря в мире (2320 м), после ботанического сада Непала. Сад был основан в 1940 году. Коллекция ботанического сада включает более 4 тысяч видов растений со всех регионов мира. В период независимости Таджикистана сад продолжает успешно функционировать, ведётся научная работа.

## Председатели
- Назарзода Ризо Шоди (с 2022 года)

## Известные уроженцы
- Ташмухамедов, Феликс Мастибекович — таджикский советский драматург, режиссёр, театральный педагог.
- Наврузбеков Азизбек — советский государственный и политический деятель, один из основателей Советской власти в Таджикистане, член РКП(б).